# Nepeta govaniana
Nepeta govaniana là một loài thực vật có hoa trong họ Hoa môi. Loài này được (Wall. ex Benth.) Benth. mô tả khoa học đầu tiên năm 1834.